# Свирава, Джого Эрастович
Джого Эрастович Свирава (1898 год, село Кахати, Зугдидский уезд, Кутаисская губерния, Российская империя — неизвестно, село Кахати, Зугдидский район, Грузинская ССР) — звеньевой колхоза «Коминтерн» Зугдидского района, Грузинская ССР. Герой Социалистического Труда (1948).

## Биография
Родился в 1898 году в крестьянской семье в селе Кахати Зугдидского уезда. После окончания местной начальной школы трудился в сельском хозяйстве. Во время коллективизации вступил в товарищество по обработке земли, которое позднее было преобразовано в колхоз «Коминтерн» Зугдидского района. Трудился бригадиром полеводческой бригады, в последующем возглавлял полеводческое звено.
В 1947 году звено под его руководством собрало в среднем с каждого гектара по 79,86 центнеров кукурузы с площади 3 гектара. Указом Президиума Верховного Совета СССР от 21 февраля 1948 года удостоен звания Героя Социалистического Труда за «получение высоких урожаев кукурузы и пшеницы в 1947 году» с вручением ордена Ленина и золотой медали «Серп и Молот» (№ 810).
Этим же указом званием Героя Социалистического Труда были награждены председатель колхоза Валериан Шарванович Тордия, звеньевые Мелитон Васильевич Гугучия, Давид Багратович Нармания, Дмитрий Кибарович Нармания и Дуру Михайлович Пажава.
После выхода на пенсию проживал в родном селе Кахати Зугдидского района. Дата смерти не установлена.